# Cerkev Frančiška Asiškega, Belo Horizonte
Cerkev sv. Frančiška Asiškega (portugalsko Igreja de Sao Francisco de Assis, splošno znana kot Igreja da Pampulha) je kapela v regiji Pampulha v Belo Horizonteju v zvezni državi Minas Gerais v jugovzhodni Braziliji. Zasnoval jo je brazilski arhitekt Oscar Niemeyer v organskem modernem slogu. Je prvi na seznamu sodoben arhitekturni spomenik v Braziliji in je sestavljen iz štirih valovitih betonskih parabol z zunanjimi mozaiki. Notranjost gosti stensko poslikavo Candida Portinarija, zunanjost pa prikazuje pokrajino, ki jo je oblikoval Roberto Burle Marx.
Ukrivljene linije cerkve so očarale umetnike in arhitekte, a škandalizirale konservativno kulturo mesta. Po dokončanju leta 1943 in pozivu Juscelina Kubitscheka za njeno posvetitev je bila cerkev posvečena šele leta 1959. Cerkvene oblasti pod vodstvom Antonia dos Santosa Cabrala so 14 let kapeli prepovedovale kljub opravljanju katoliških obredov.
Od julija 2016 je cerkev uvrščena na Unescov seznam svetovne dediščine, del modernega kompleksa Pampulha, zbirke Niemeyerjevih stavb v Pampulhi.

## Zgodovina
Cerkev je bila že od začetka sporna. Pokrovitelj projekta je bil župan mesta Belo Horizonte Juscelino Kubitschek. Niemeyer je dejal, da ga je navdihnila izjava francoskega pesnika Paula Claudela: »Cerkev je božji hangar na zemlji«, revija Time pa je zapisala, da jo je nadškof Belo Horizonteja Antonio dos Santos Cabral videl kot »hudičevo zaklonišče«. Nadškof Cabral je nasprotoval tako njegovim neortodoksnim arhitekturnim kot umetniškim oblikam, zlasti stenski poslikavi za oltarjem sv. Frančiška s psom, ki prikazuje volka, ki jo je naslikal Candido Portinari. Cerkev je razglasil za »neprimerno za verske namene«.
Kasnejši župan mesta Pampulha jo je poskušal obsoditi in porušiti, in ko to ni uspelo, jo je zlorabil tako, da je napolnil z oltarji in spomeniki različnih slogov, ki niso ustrezali stavbi. Končno jo je prevzel Nacionalni inštitut za Zgodovinska in umetnostna dediščina. Potem ko je Niemeyer obnovil cerkev, se je pomožni nadškof João Rezende Costa (nadškof Cabral je bil takrat že v pokoju) končno strinjal, da ima cerkev »velik umetniški pomen in duhovno vzdušje« in je bila posvečena. Aprila 1959 je posvetil cerkev z besedami: »Zdaj lahko čutimo čudovito umetnost, ustvarjeno tukaj v čast Stvarniku.«

## Arhitektura
Kapela velja za mojstrovino Niemeyerjevega modernega ansambla v Pampulhi. V tem projektu je Niemeyer eksperimentiral z armiranim betonom, opustil arhitekturo plošč na stebrih in ustvaril parabolični betonski obok - obliko, ki se je do takrat uporabljala samo v hangarjih. Betonski obok služi kot konstrukcija in kot ograjen prostor, kar odpravlja potrebo po zidanju. S tem projektom je Niemeyer začel tisto, kar je postalo vodilno načelo njegovih poznejših del: arhitektura, v kateri prevladuje plastičnost armiranega betona v drznih, nekonvencionalnih, osupljivih oblikah.
V notranjosti je križev pot, sestavljen iz 14 plošč Candida Portinarija, ki velja za eno njegovih najbolj značilnih del. Alfredo Ceschiatti je izrezljal bronaste nizke reliefe krstilnice. Na zunanjosti so figurativne umetniške plošče delo Portinarija, abstraktne pa Paula Wernecka. Zunanje stene so prekrite s pastelnimi keramičnimi ploščicami v odtenkih svetlo modre in bele, ki tvorijo abstraktne oblike. Značilna pokrajina cerkve je delo Roberta Burle Marxa, dolgoletnega Niemeyerjevega sodelavca. Cerkev Pampulha je ena najbolj znanih »prizorov z razglednic« Belo Horizonteja.

## Status dediščine
Cerkev sv. Frančiška Asiškega je priznana kot dediščina s strani Državnega inštituta za zgodovinsko in umetniško dediščino Minas Geraisa (IEPHA-MG) od leta 1984, Nacionalnega inštituta za zgodovinsko in umetniško dediščino (IPHAN) od leta 1997 in Mestnega odbora za kulturno dediščino Minas Gerais.
Cerkev sv. Frančiška Asiškega je julija 2016 postala Unescov seznam svetovne dediščine. Je del sodobnega ansambla Pampulha, zbirke Niemeyerjevih zgradb v Pampulhi, ki jo je Unesco uvrstil na seznam Unesca.